# Frederik Meidell
Frederik Vilhelm Berg Meidell (født 5. juli 1833 i Helsingør, død 1. februar 1913) var en dansk officer og historisk forfatter. 
Meidell blev 1852 sekondløjtnant, deltog i krigen 1864, men tog allerede året efter sin afsked; 1870—95 var han dog kaptajn i fodfolkets forstærkning. Efter sin afskedigelse virkede han en tid som journalist ved Fædrelandet, kastede sig derefter over krigsvidenskabelige og historiske studier og udgav 1884 Fra Enevældens Dæmring i Danmark, et skrift, der vakte opmærksomhed ved sin livlige stil og sit stærke, men vistnok i det væsentlige berettigede forsvar for rigsmarsken Anders Billes holdning 1644 og 1657. Han overtog derefter udarbejdelsen af Billeættens Historie fra c. 1600 til Nutiden og gav heri, navnlig for 17. århundredes vedkommende, en række livfulde og interessante skildringer af adelens økonomiske tilstand. Foruden en række mindre afhandlinger i forskellige tidsskrifter har han tillige skrevet Fra Brydningstiden (1884), skildringer af livet på Landkadetakademiet i årene 1847—50. 